# Anous ceruleus
Anous ceruleus é uma espécie de ave da família Laridae.
Pode ser encontrada nos seguintes países: Samoa Americana, the Ilhas Cook, Fiji, Polinésia Francesa, Kiribati, Ilhas Marshall, Nova Caledónia, Samoa, Tonga, Tuvalu e Havaí.
Os seus habitats naturais são: locais abertos, costas tropicais e subtropicais.